# سيرجي زاغرافسكي
سيرجي زاغرافسكي (1964 - 2020)، هو كاتب ومؤرخ ومؤلف ورسام ومؤرخ الفن وفيلسوف إسرائلي-روسي. توفي يوم 6 يوليو 2020.